# 宰格萬

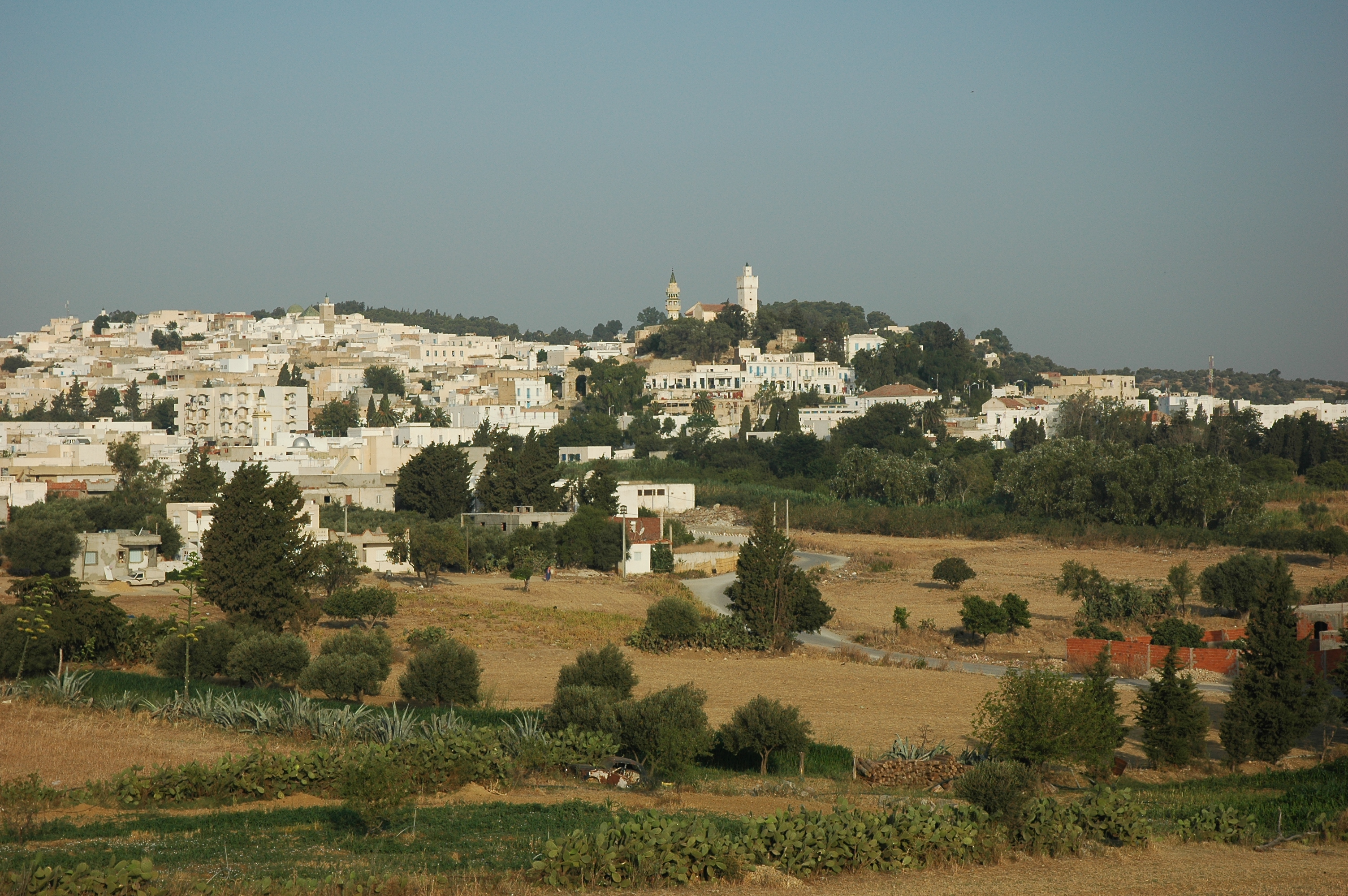
宰格萬

宰格萬（阿拉伯语：‎ Zaġwānⓘ）是突尼西亞的城鎮，也是宰格萬省的首府，位於該國東北部，處於首都突尼斯市以南100公里，2004年人口16,037。第二次世界大戰，該鎮成為法國的戰俘集中營。
36°24′N 10°09′E / 36.400°N 10.150°E